# Xangelina bimaculata
Xangelina bimaculata är en tvåvingeart som först beskrevs av Adams 1905.  Xangelina bimaculata ingår i släktet Xangelina och familjen lövflugor.
Artens utbredningsområde är Zimbabwe. Inga underarter finns listade i Catalogue of Life.